# Morski Klub Sportowy Pogoń Szczecin (femminile)
Il Morski Klub Sportowy Pogoń Szczecin (polacco per Club sportivo marittimo Pogoń Stettino), noto come Pogoń Szczecin e in Italia come Pogoń Stettino,  è una squadra di calcio femminile polacca, sezione dell'omonimo club con sede nella città di Stettino. Milita nella Ekstraliga, il livello  di vertice del campionato polacco di categoria.
La squadra, che gioca le partite interne allo Centrum Szkolenia Dzieci i Młodzieży o, per gli incontri più importanti allo Stadio municipale cittadino, impianto dalla capienza di 21 163 posti che condivide con la squadra maschile, ha conquistato il suo unico campionato polacco nel 2024.

## Storia

### TKKF Gryf Szczecin/Pogoń Women Szczecin
La squadra venne istituita nel 2002 come TKKF Gryf Szczecin', venendo iscritta alla II liga (terzo livello), campionato che mantenne per quattro stagioni fino alla promozione in I liga conquistata al termine che campionato 2006-2007. Seguirono tre stagioni in cadetteria per arrivare alla storica promozione in Ekstraliga nel 2010.
Prima dell'inizio del campionato 2010-2011, il club decise di mutare la propria denominazione in Pogoń Women Szczecin, nome che mantenne per altre due stagioni, approdando per tre volte consecutive, senza mai vincere il trofeo, alla finale di Coppa di Polonia prima di sciogliersi nel marzo 2013, a campionato ancora in corso, certi della inevitabile retrocessione in I liga e per incapacità di soddisfare gli impegni economici per la stagione successiva.

### Pogoń Szczecin
Nel maggio 2022 la dirigenza del Pogoń Stettino annunciò che, in collaborazione con l'Olimpia Stettino, avrebbe istituito una sua sezione femminile che, integrando la nuova squadra con l'organico dell'altra squadra, avrebbe acquisito il posto in Ekstraliga lasciato libero da quest'ultima. Per la stagione del debutto la guida tecnica fu affidata a Robert Dymkowski mentre la carica di presidente fu ricoperta da uno dei fondatori dell'Olimpia, Maciej Buryta.
Alla sua prima stagione la squadra ottenne un incoraggiante 5º posto in Ekstraliga Kobiet e giunse alle semifinali di Coppa di Polonia, ma è nella stagione successiva che, a fronte dell'eliminazione in Coppa già ai sedicesimi di finale, riesce a conquistare il suo primo titolo di Campione di Polonia, risultato che consente al club di accedere alla UEFA Women's Champions League nell'edizione 2024-2025. Il campionato, rimasto aperto fino alla fine, ha visto primeggiare il club di Stettino sul GKS Katowice solo per la differenza reti, in quanto entrambe le squadre hanno chiuso con 51 punti, grazie a 16 vittorie, 3 pareggi e 3 sconfitte ciascuna.
L'esperienza nel trofeo UEFA per club si concluse però già al primo turno, con una prima sconfitta, di misura, con le svizzere del Servette Chênois nel gruppo 7 del percorso Campioni, per poi concludere al 3º posto, vincendo il confronto, sempre con il risultato di 1-0, con le israelnaien del Kiryat Gat. In seguito la squadra giunge 3º in campionato dopo essere giunta in finale di Coppa di Polonia, sconfitta dallo Czarni Sosnowiec solo ai calci di rigore.

## Palmarès
- Campionato polacco: 1

2023-2024

## Organico

### Rosa 2024-2025
Rosa, ruoli e numeri di maglia come da sito ufficiale, aggiornati al 28 febbraio 2025.
| N. |                        | Ruolo | Calciatore              |
| -- | ---------------------- | ----- | ----------------------- |
| 3  | Grecia (bandiera)      | D     | Androniki Michalopoulou |
| 4  | Polonia (bandiera)     | D     | Alexis Legowski         |
| 5  | Polonia (bandiera)     | D     | Zofia Giętkowska        |
| 6  | Polonia (bandiera)     | C     | Martyna Brodzik         |
| 7  | Polonia (bandiera)     | A     | Zuzanna Rybińska        |
| 8  | Polonia (bandiera)     | D     | Weronika Szymaszek      |
| 9  | Stati Uniti (bandiera) | C     | Jaylen Crim             |
| 11 | Polonia (bandiera)     | A     | Natalia Oleszkiewicz    |
| 14 | Polonia (bandiera)     | D     | Alicja Dyguś            |
| 15 | Polonia (bandiera)     | D     | Julia Brzozowska        |
| 17 | Polonia (bandiera)     | C     | Agnieszka Garbowska     |
| 18 | Polonia (bandiera)     | D     | Zuzanna Radochońska     |

| N. |                     | Ruolo | Calciatore             |
| -- | ------------------- | ----- | ---------------------- |
| 19 | Polonia (bandiera)  | A     | Kornelia Okoniewska    |
| 21 | Polonia (bandiera)  | D     | Kinga Nowak            |
| 22 | Polonia (bandiera)  | D     | Kinga Bużan            |
| 20 | Polonia (bandiera)  | C     | Maja Leśkiewicz        |
| 24 | Slovenia (bandiera) | C     | Luana Zajmi            |
| 27 | Polonia (bandiera)  | C     | Aleksandra Kuśmierczyk |
| 29 | Polonia (bandiera)  | C     | Lena Świrska           |
| 33 | Polonia (bandiera)  | C     | Karolina Łaniewska     |
| 72 | Polonia (bandiera)  | C     | Noemi Zienterska       |
| 94 | Polonia (bandiera)  | P     | Anna Palińska          |
| 99 | Polonia (bandiera)  | P     | Natalia Radkiewicz     |